# Dardanus tinctor
Bernard l'ermite à yeux verts
Espèce
Dardanus tinctor, communément nommé Bernard l'ermite à yeux verts, est une espèce de crabes marins de la famille des Diogenidae. Attention au risque de confusion car Dardanus tinctor partage le même nom vernaculaire avec Dardanus pedunculatus.
Ce Bernard l'ermite est présent dans les eaux tropicales de la région Indo-Ouest Pacifique, mer Rouge incluse,. 
Sa taille maximale est de 10 cm.